# Rhammura seticauda
Rhammura seticauda är en stekelart som beskrevs av Günther Enderlein 1905. Rhammura seticauda ingår i släktet Rhammura och familjen bracksteklar. Inga underarter finns listade i Catalogue of Life.